# Asunción Sancho López
Asunción Sancho López (Madrid, 1930 - Madrid, 10 d'octubre 2018) va ser una actriu espanyola.

## Biografia
Actriu de trajectòria fonamentalment teatral, es forma en el Conservatori de Madrid, amb excel·lents qualificacions. Els seus inicis professionals es remunten a 1944 quan debuta al Teatro Español amb El sueño de una noche de verano, dirigida per Cayetano Luca de Tena. Seguirien, entre d'altres, El monje blanco (1946), d'Eduard Marquina i Angulo La conjuración de Fiesco (1946), de Schiller, Marea baja (1949), de Peter Blakmore, amb Conchita Montes, Hamlet (1949), de Shakespeare, Historia de una escalera (1949), d'Antonio Buero Vallejo.
En la dècada de 1950 arriba la seva consagració i protagonitza obres de teatre clàssic i contemporani: El zoo de cristal (1951), de Tennessee Williams, Brigada 21 (1952), de Sidney Kingsley, La cena del rey Baltasar (1953), de Calderón de la Barca,Crimen perfecto (obra de teatre) (1954) de Frederick Knott, El deseo bajo los olmos (1954) d'Eugene O'Neill, Seis personajes en busca de autor (1955), de Luigi Pirandello, Diálogos de Carmelitas (1955) de Georges Bernanos, La venganza (1955) de Lucien Besnard, La herida luminosa (1955), de Josep Maria de Sagarra, Los papeles de Aspern (1955) de Henry James, Lecciones de amor (1956) de Pitigrilli, i Mónica (1956), d'Alfonso Paso, 
Torna a l'Espanyol com a primera actriu i encapçala el repartiment d'obres mestres de la Literatura com Seis personajes en busca de autor (1955), de Luigi Pirandello, Las brujas de Salem (1957) d'Arthur Miller, junt a Francisco Rabal a les ordres de José Tamayo., La estrella de Sevilla (1957) de Lope de Vega, La Celestina (1958) de Fernando de Rojas, Don Juan Tenorio (1958), de José Zorrilla, Otelo (1958) de William Shakespeare, Un soñador para un pueblo (1959), d'Antonio Buero Vallejo, La Orestiada (1959) d'Esquil, La muerte de un viajante (1959) d'Arthur Miller o El avaro (1960), de Molière.
En 1960 crea la seva pròpia companyia, amb la que protagonitza Un tranvía llamado deseo (1961), El amor es un potro desbocado (1961) i Un hombre y una mujer (obra de teatro) (1961) ambdues de Luis Escobar amb Arturo Fernandez, Yerma (1961), de Federico García Lorca, La dama del alba (1962) i El caballero de las espuelas de oro (1964), ambdues d'Alejandro Casona.
En 1965 interpreta Melibea a La Celestina, a les ordres de Tamayo. En els anys successius seguirien: Seis personajes en busca de autor (1967) de Pirandello, Ligazón (1969), de Valle-Inclán, Adriano VII (1969) de Peter Luke, El concierto de San Ovidio (1969) d'Antonio Buero Vallejo, Testigo usted, testigos todos (1969), de Pirandello, La noche de la verdad (1970), d'Alfonso Paso, La Orestíada (1975), d'Eurípides, La casa de Bernarda Alba (1976), de García Lorca, Isabelita la Miracielos (1978), de Ricardo López Aranda, Inmortal Quevedo (1980), Casandra (1983), de Benito Pérez Galdós, Eloísa está debajo de un almendro (1984), de Jardiel Poncela, Volver a plantar celindas, de Manuel Carcedo Sama, Crimen y castigo (1998), de Dostoievski, Sé infiel y no mires con quién (1999), fins a la seva retirada definitiva dels escenaris a principis de la dècada de 2000.
El seu pas pel cinema va ser molt més residual. De la dotzena de títols en els quals va intervenir pot esmentar-se Más allá del jardín (1996), de Pedro Olea.

## Premis
- 1948: Medalla del Cercle d'Escriptors Cinematogràfics a la millor actriu secundària per La vida encadenada.[14]
- 2006: Premi de la Unió d'Actors a tota una vida.[2] Medalla d'Or de la Ciutat de Valladolid - Medalla d'Or del Círculo de Bellas Artes.